# 四嘉子满族乡
四嘉子满族乡是中华人民共和国黑龙江省黑河市爱辉区下辖的一个民族乡。

## 行政区划
四嘉子满族乡下辖以下村级行政区划单位：
四嘉子村、东四嘉子村、小三嘉子村、大乌斯力村、小乌斯力村和卡伦山村。